# Paulimatriser
Paulimatriser är tre 2x2-matriser, uppkallade efter fysikern Wolfgang Pauli, vilka är hermiteska och unitära. De kallas även för Paulis spinnmatriser eftersom de i kvantmekaniken används för att beskriva den egenskap hos elementarpartiklar, som är motsvarigheten till spinn i den klassiska fysiken.
Paulimatriserna är
{\displaystyle \sigma _{1}={\begin{pmatrix}0&1\\1&0\end{pmatrix}},\quad \sigma _{2}={\begin{pmatrix}0&-\mathrm {i} \\\mathrm {i} &0\end{pmatrix}},\quad \sigma _{3}={\begin{pmatrix}1&0\\0&-1\end{pmatrix}}.}
σ1, σ2 och σ3 används för att beräkna partikelns spinn relativt de tre koordinataxlarna i vektorrummet R3. Tillsammans med enhetsmatrisen betecknad med σ0, och över kroppen R, spänner Paulimatriser upp det 4-dimensionella vektorrummet av komplexa hermiteska 2x2-matriser.
För den i kvantmekaniken använda spinnoperatorn {\displaystyle S} gäller att {\displaystyle S_{i}={\tfrac {\hbar }{2}}\sigma _{i}.}
Om Paulimatriser multipliceras med den imaginära enheten i, så spänner dessa tillsammans med σ0 upp en 4-dimensionell algebra W, över kroppen R, som är isomorf med kvaterniongruppen Q8. Gruppen av inre automorfier på W är isomorf med Kleins fyrgrupp.
Ursprunget till den av Pauli 1925 utvecklade teorin om spinnmatriser var ett kvantmekaniskt experiment utfört 1921 av fysikerna Otto Stern och Walter Gerlach, där silveratomer sändes in i ett inhomogent magnetfält och vars resultat tolkades av holländarna Samuel Goudsmit och George Uhlenbeck.